# Agrégation plaquettaire
Pour les articles homonymes, voir Agrégation.
 (avril 2017).
Si vous disposez d'ouvrages ou d'articles de référence ou si vous connaissez des sites web de qualité traitant du thème abordé ici, merci de compléter l'article en donnant les références utiles à sa vérifiabilité et en les liant à la section « Notes et références ».
L'agrégation plaquettaire est l'accolement des plaquettes les unes aux autres pour former un agrégat cellulaire. 
Elle est d'abord réversible, devient irréversible en présence de thrombine.
Ce processus fait intervenir :
- le fibrinogène qui relie les plaquettes entre elles.
- un complexe glycoprotéines de la membrane plaquettaire : la glycoprotéine IIb-IIIa qui devient un récepteur du fibrinogène en présence de calcium, après une activation plaquettaire.